# Darryl Rhoades
Darryl Rhoades (7 de junio de, 1950) es un  comediante y músico americano. 

## Vida y carrera
La carrera musical de Rhoades se remonta a 1968, cuando en su último año en la escuela secundaria en el suburbio del sur de Atlanta Forest Park, él era el baterista de una banda de covers llamada Celestial Voluptuous Banana que tocaba las Catacombs y Piedmont Park junto con otras bandas como Hampton Banda de grasa .  Esto fue seguido en 1975 por la formación de la Orquesta Hahavishnu, una banda de comedia musical de 12 piezas que viajó a nivel nacional hasta 1978.  El nombre de su grupo de los años 70, la Orquesta Hahavishnu, es un despegue del nombre del popular grupo de jazz / fusión de los años 70 de John McLaughlin, La Orquesta de Mahavishnu. 
Durante este período, Kurt Loder (de Rolling Stone & MTV ) fue citado proclamando a Rhoades como "uno de los escritores / artistas más talentosos del país".
La música de la Orquesta se compara a menudo con The Fugs , Frank Zappa e incluso The Tubes . 
En la víspera de Año Nuevo de 1977, Rhoades y la orquesta aparecieron en el programa de televisión James Brown Future Shock en WTBS . 
En enero de 1978, Rhoades actuó con el acto de apertura del debut estadounidense de Sex Pistols . 
1979 vio el lanzamiento del primer LP de Rhoades, Burgers From Heaven , con su canción principal apareciendo en la película de Jim Varney , Fast Food en 1988.  Rhoades interpretó la canción del título en el clásico de culto Bill Tush WTBS , el programa de bocetos de comedia de la noche Tush durante 1980-81 en los primeros días de la televisión por cable, y también actuó como Idolators en Georgia Championship Wrestling como la música de fondo para el luchador Austin. Ídolo The Outlaws también grabaron una versión de "The Lights Are On (But Nobody's Home) de Rhoades" en el álbum de 1979 In The Eye Of The Storm . 
De 1981 a 1984, el paradero de Rhoades es extremadamente vago.  En 1985, Rhoades reunió The Men from Glad y lanzó su segundo LP, Better Dead Than Mellow . en 1989, Rhoades comenzó su carrera de comedia de pie. 
En 1991 lanzó una compilación de sus primeros tres álbumes titulados Antes y después de su tiempo .  En 1992 lanzó su quinto álbum, Cowpokin '& Udder Love Songs, que se emitió en todo el país. 
Trabajar sin parar y recibir airplay de programas de radio sindicados como "The Dr Demento Show" y "The John Boy & Billy Big Show" ha ayudado a crear una gran cantidad de seguidores y deja poco tiempo para que Rhoades actúe con grupos musicales.  Actúa en raras ocasiones como baterista de The Electrifyin 'Sissies, que incluye al productor de discos Brendan O'Brien , Rick Richards de los Satélites de Georgia e historiador de la radio / historiador del rock Rex Patton. 
En 1994 lanzó su sexto LP, The Lean Years 1950-1994 .  El álbum recibió aún más airplay con sus infames comerciales de U Suck Beer que se han convertido en su marca registrada en su standup. 
En abril de 1999 lanzó su séptimo LP titulado Radio Daze. El Sudario de Tourin '  .  Este CD es una parodia de discursos de radio de todos los EE. UU. Y cerca de cuarenta artistas diferentes con sátira de mala música gospel, comerciales y programas de radio matutinos sin gracia. 
En mayo de 2001, Rhoades lanzó su octava comedia y grabación musical titulada Rhoades Todo sobre el mapa  .  El CD fue acertadamente titulado ya que contenía varios estilos musicales como jazz, country, swing, heavy metal, rockabilly y más.  Además, en este CD hay versiones de un par de sus canciones grabadas en vivo en una rara entrevista de radio y grabadas en vivo desde Punchline en Atlanta. 
En 2008, Rhoades lanzó su undécimo CD Weapons of Mass Deception con Peter Stroud y Tim Smith (banda de Sheryl Crow ), Rick Richards ( Georgia Satellites ), coronel.  Bruce Hampton (varios grupos legendarios y la película Slingblade ) Deborah Reece (exintegrante de la banda de Randall Bramblett ) y otros increíbles músicos sureños.
El 12 de septiembre de 2009, Rhoades reagrupó a muchos de los miembros originales de la Orquesta Hahavishnu para una celebración de una sola noche en el Variety Playhouse en Atlanta, Georgia .  También en 2009, Rhoades tocó la batería en las escenas de Santa Fe en la película ganadora de la academia 2010, Crazy Heart
En 2014, Rhoades lanzó su último CD Teenagers in Heat , un álbum entretenidamente entretenido que es en parte comedia de sketchs, en parte sátira social, en parte álbum de recortes de rock 'n' roll.

## Discografía
- Hamburguesas Del Cielo , 1980
- Mejor muerto que meloso , 1985
- Sin guante / sin amor , 1988
- Antes y después de su tiempo (compilación), 1991
- Cowpokin & Udder Love Songs , 1992
- Los años magros 1950-1994 , 1994
- Radio Daze. . . El Sudario de Tourin '  De 1999
- Rhoades. . . Todo sobre el mapa  , 2001
- La sombra que proyectas (depende de dónde te encuentres) , 2003
- Raparaciones , 2005
- Armas del engaño masivo , 2008
- Adolescentes en celo , 2015

## También conocido como
- Darryl Rhoades y su orquesta Hahavishnu[6]
- La orquesta de Darryl Rhoades
- Darryl Rhoades & The Mighty Mighty Men from Glad

## También grabado con
- Reverendo Billy C. Wirtz
- Chip Taylor & The Idolators